# Metanet
O Metanet é uma rede descentralizada, semelhante à Freenet em intenções mas diferente na arquitectura. O Metanet funciona tornando difícil a descoberta das identidades de outros na internet, permitindo-lhes hospedar conteúdos e serviços IPv4 anonimamente.